# Brifu
Brifu ist eine Ortschaft im westafrikanischen Staat Gambia.
Nach einer Berechnung für das Jahr 2013 leben dort etwa 1426 Einwohner, das Ergebnis der letzten veröffentlichten Volkszählung von 1993 betrug 1031.

## Geographie
Brifu liegt am nördlichen Ufer des Gambia-Flusses, in der Upper River Region Distrikt Wuli, an der North Bank Road zwischen Sutokoba und Fatoto. In rund 5,8 Kilometer Entfernung liegt nördlich Bohum Kunda.